# Naušika z Větrného údolí
Naušika z Větrného údolí (japonsky 風の谷のナウシカ, Kaze no tani no Naušika) je japonský animovaný film z roku 1984 režiséra Hajaa Mijazakiho, založený na Mijazakiho stejnojmenné manze, která vznikala mezi roky 1982–1994. Snímek byl produkován studiem Topcraft a distribuován společností Toei Company. Hudbu  ve své první spolupráci s Hajaem Mijazakim složil Joe Hisaiši.
Jedná se o environmentalistické dílo z postapokalyptického prostředí, které vypráví o boji princezny Naušiky z malého státu Větrné údolí za záchranu pralesa a jeho obřích hmyzích obyvatel a o konfliktu člověka a přírody na Zemi daleké budoucnosti.

## Obsazení
V původním znění:
- Sumi Šimamoto: Naušika
- Goró Naja: Mistr Yupa
- Jošiko Sakakibara: Kušana
- Iemasa Kajumi: Kurotowa
- Ičiró Nagai: Mito
- Mína Tominaga: Lastelle
- Jódži Macuda: Asbel
- Makoto Terada: Starosta Pejitu
- Hisako Kjóda: Obaba
- Mahito Cudžimura: Král Jihl
- Džódži Janami: Gikuri
- Akiko Cuboi: Lastellina matka
- Dále hráli: Masako Sugaja, Takako Sasuga, Čika Sakamoto, Rihoko Jošida, TARAKO, Takako Óta, Takeki Nakamura, Bin Šimada, Šindži Nomura, Hisako Ajuhara, Jošitada Ócuka

V českém znění:
- Lucie Kušnírová - Naušika
- Jaromír Meduna - Mistr Yupa
- Pavel Šrom - Mito
- Ladislav Cigánek - Kurotowa
- Viktorie Taberyová - Kušana
- Jan Rimbala - Asbel
- Jana Postlerová - Babička
- Dále v českém znění: Zdeněk Dušek, Lucie Svobodová, Jiří Köhler, Jan Škvor, Martin Janouš a další.

## Film
Film byl krátce zakázán v Německu a východní Evropě kvůli svému znepokojujícímu představení ekologické krize; prezentován byl naopak ekologickou organizací WWF. O řadu let později Mijazaki na film tematicky navázal snímkem Princezna Mononoke.
Název Naušika z Větrného údolí byl zvolen amatérskými českými překladateli titulků. V českém prostředí se však natolik rozšířil, že jej pozdější oficiální distribuce v Česku převzala. Film je nicméně znám i pod svým anglickým názvem Nausicaä of the Valley of the Wind.
Velmi podstatně pozměněná verze byla v 80. letech distribuována v USA pod názvem Warriors of the Wind v nekvalitním anglickém dabingu. Ve snaze proměnit film v akční podívanou provedl distributor několik nešetrných zásahů. Více než 30 minut filmu (převážně týkající se tématu ekologie) bylo vystřiženo a dialogy byly upraveny, takže hlubší myšlenkové poselství se téměř vytratilo. Většina postav byla přejmenována (z Naušiky se stala princezna Zandra) a pro větší zmatení byl na přebalu videokazety zcela nesouvisející obrázek skupiny jedoucí na písečném červu. Mijazaki (stejně jako většina fanoušků filmu) byl rozčarován. Studio Ghibli požádalo fanoušky, aby zapomněli, že tato verze kdy existovala a poté zavedlo politiku striktního zákazu jakýchkoliv úprav nad rámec věrného překladu a dabingu. V roce 2005 vydalo studio Disney nesestříhaný film pod původním názvem v novém dabingu na DVD. V roce 2010 pak vyšla remasterovaná verze filmu na Blu-Ray.

## Manga
Hajao Mijazaki mangu Naušika psal po dobu 12 let, spolu s přestávkami na tvorbu filmů Studia Ghibli. První kapitola vyšla v časopise Animage v únoru 1982 a poslední v březnu 1994. Příběh v manze je rozsáhlejší než ve filmu; filmové vyprávění odpovídá zhruba čtvrtině mangy s výraznými dějovými odchylkami. Postavy a ekologická problematika jsou zde rozvinutější a úhel pohledu se přibližuje tomu prezentovanému v Princezně Mononoke. Sama Naušika je ztvárněna jako mnohem vlivnější osoba, se schopnostmi, které nejsou pokaždé vysvětleny.